# Менген
Менген (нем. Mengen) — город в Германии, в земле Баден-Вюртемберг. 
Подчинён административному округу Тюбинген. Входит в состав района Зигмаринген.  Население составляет 9886 человек (на 31 декабря 2010 года). Занимает площадь 49,80 км². Официальный код  —  08 4 37 076.
Город подразделяется на 5 городских районов.